# Enteromius lineomaculatus
Enteromius lineomaculatus é uma espécie de peixe actinopterígeo da família Cyprinidae.
Pode ser encontrada nos seguintes países: Burundi, Quénia, Ruanda, Tanzânia, Uganda, Zâmbia e Zimbabwe.
Os seus habitats naturais são: rios, rios intermitentes e deltas interiores.
Está ameaçada por perda de habitat.